# 45. Infanterie-Brigade (Deutsches Kaiserreich)
Die 45. Infanterie-Brigade, auch 1. Königlich-Sächsische Infanterie-Brigade Nr. 45 war ein Großverband der Sächsischen Armee, die 1867 durch die Verfassung des Norddeutschen Bundes in die Preußische Armee integriert wurde.

## Geschichte
Die 45. Infanterie-Brigade wurde zum 1. April 1867 in Dresden aufgestellt und hatte dort ihren Standort bis 1919.
Von 1867 bis zum Kriegsende 1918 war sie Teil der 23. Division, die bis 1914 dem XII. Armee-Korps unterstand.
Im Laufe der Jahre waren ihr verschiedene Grenadier-Regimenter (auch Landwehr-Regimenter bzw. Bataillone) zugeordnet.
Unterstellte Einheiten im Jahre 1914
- 1. Königlich Sächsisches Leib-Grenadier-Regiment Nr. 100
- 2. Grenadier-Regiment Nr. 101 „Kaiser Wilhelm, König von Preußen“
- Schützen-Regiment Nr. 108
- MG-Scharfschützen-Abteilung Nr. 52
- 1. Eskadron des Husaren-Regiments Nr. 20

### Deutsch-Französischer Krieg
Im Deutsch-Französischen Krieg 1870/1871 war die 45. Infanterie-Brigade unter Führung des Generalmajors Ernst von Craushaar mit ihren beiden Grenadier-Regimentern 100 und 101 sowie dem 108. königlich-sächsischen Füsilier-Regiment mit je 3 Bataillonen im Einsatz.

### Erster Weltkrieg
Mit der Mobilmachung am 2. August 1914 musste die Brigade das Brigade Ersatz Bataillon 45 aufstellen und mit Kriegsbeginn 1914 war das Infanterie-Regiment Nr. 415 (Königlich Sächsisches)  bis zum 10. Juli 1916 Teil der Brigade, als es zur 408. Infanterie-Brigade (Königlich-.Sächsische) wechselte.
Zu den Kampfhandlungen, Gefechten und Schlachten siehe Gefechtskalender der 23. Division

### Beteiligung am Massaker von Dinant
Am 23. August 1914 waren mehrere deutsche Einheiten beim Durchmarsch durch das neutrale Belgien am Massaker von Dinant beteiligt.
In ihrem Buch Deutsche Kriegsgreuel 1914: Die umstrittene Wahrheit stellen die Autoren John Horne und Alan Kramer fest, dass das Grenadier-Regiment 101 den Befehl  erhalten hatte, Dinant „einzuschießen“. Bei diesem Manöver wurden durch Eigenbeschuss etliche Soldaten getötet.
In der Literatur ist anerkannt, dass das Grenadier-Regiment 100 sich an den Gräueltaten in Dinant beteiligt hat. Die Bundesregierung hat sich erst im Jahre 2001 zu diesen Kriegsverbrechen bekannt.

### Brigadekommandeure
| Name                               | Datum              |                                                        |
| ---------------------------------- | ------------------ | ------------------------------------------------------ |
| Ernst von Craushaar                | 1. April 1867      | † 18. August 1870 während einer Schlacht in Frankreich |
| Hugo Garten                        | 19. August 1870    |                                                        |
| Heinrich von Abendroth             | 12. Oktober 1871   |                                                        |
| Franz von Rudorff                  | 1. Oktober 1874    |                                                        |
| Gideon von der Decken              | 1. April 1881      |                                                        |
| Wilhelm von Minckwitz              | 6. November 1887   |                                                        |
| Carl Edler von der Planitz         | 1. Februar 1889    |                                                        |
| Ernst von Friesen                  | 19. April 1891     |                                                        |
| Nikolaus von Issendorff            | 23. Mai 1891       |                                                        |
| Prinz Friedrich August von Sachsen | 20. September 1894 |                                                        |
| Georg von Stieglitz                | 22. Mai 1898       |                                                        |
| Hermann von Schweinitz             | 22. März 1902      |                                                        |
| Georg von Wagner                   | 22. April 1904     |                                                        |
| Prinz Johann Georg von Sachsen     | 23. November 1905  |                                                        |
| Kurt Wahle                         | 25. Mai 1907       |                                                        |
| Leo Götz von Olenhusen             | 29. März 1910      |                                                        |
| Karl Lucius                        | 1. Oktober 1913    |                                                        |
| Johann Meister                     | 1. April 1915      |                                                        |
| Hans von Eulitz                    | 14. September 1916 |                                                        |
| Werner von Seydlitz-Gerstenberg    | 13. November 1916  |                                                        |